# Sâmbăta (gmina)
Sâmbăta – gmina w Rumunii, w okręgu Bihor. Obejmuje miejscowości Copăceni, Ogești, Rogoz, Rotărești, Sâmbăta i Zăvoiu. W 2011 roku liczyła 1475 mieszkańców.